# ناتالي غيويا
ناتالي غيويا (بالروسية: Натали Джоя)‏ هي كاتبة غنائية ومغنية روسية وأوكرانية، ولدت في 16 مايو 1982 في أرمافير في روسيا.

## وصلات خارجية
- ناتالي جيويا على موقع ميوزك برينز (الإنجليزية)
- ناتالي جيويا على موقع ديسكوغز (الإنجليزية)